# Anguilloides acer
Anguilloides acer är en rundmaskart. Anguilloides acer ingår i släktet Anguilloides och familjen Leptolaimidae. Inga underarter finns listade i Catalogue of Life.